# بختیار ایرانی
بختیار ایرانی (به انگلیسی: Bakhtiyaar Irani) (زاده ۱۹ نوامبر ۱۹۷۹) بازیگر هندی است.
او همسر طناز ایرانی است و دلناز ایرانی خواهر اوست.
او در فیلم قرض بازی کرده‌است.